# Chercq
Chercq est un village au bord de l'Escaut, dans le Hainaut, en Belgique. Administrativement il fait partie de la ville belge de Tournai, située en Wallonie picarde et en Flandre romane. C'était une commune à part entière avant la fusion des communes de 1977.

## Évolution démographique
- Sources : INS, Rem. : 1831 jusqu'en 1970 = recensements, 1976 = nombre d'habitants au 31 décembre.

## Histoire
Les ermites de Saint-Bruno (les Chartreux) furent présents durant quatre siècles à Chercq. Fondée en 1375, la Chartreuse de Chercq fut supprimée en 1782.

## Galerie

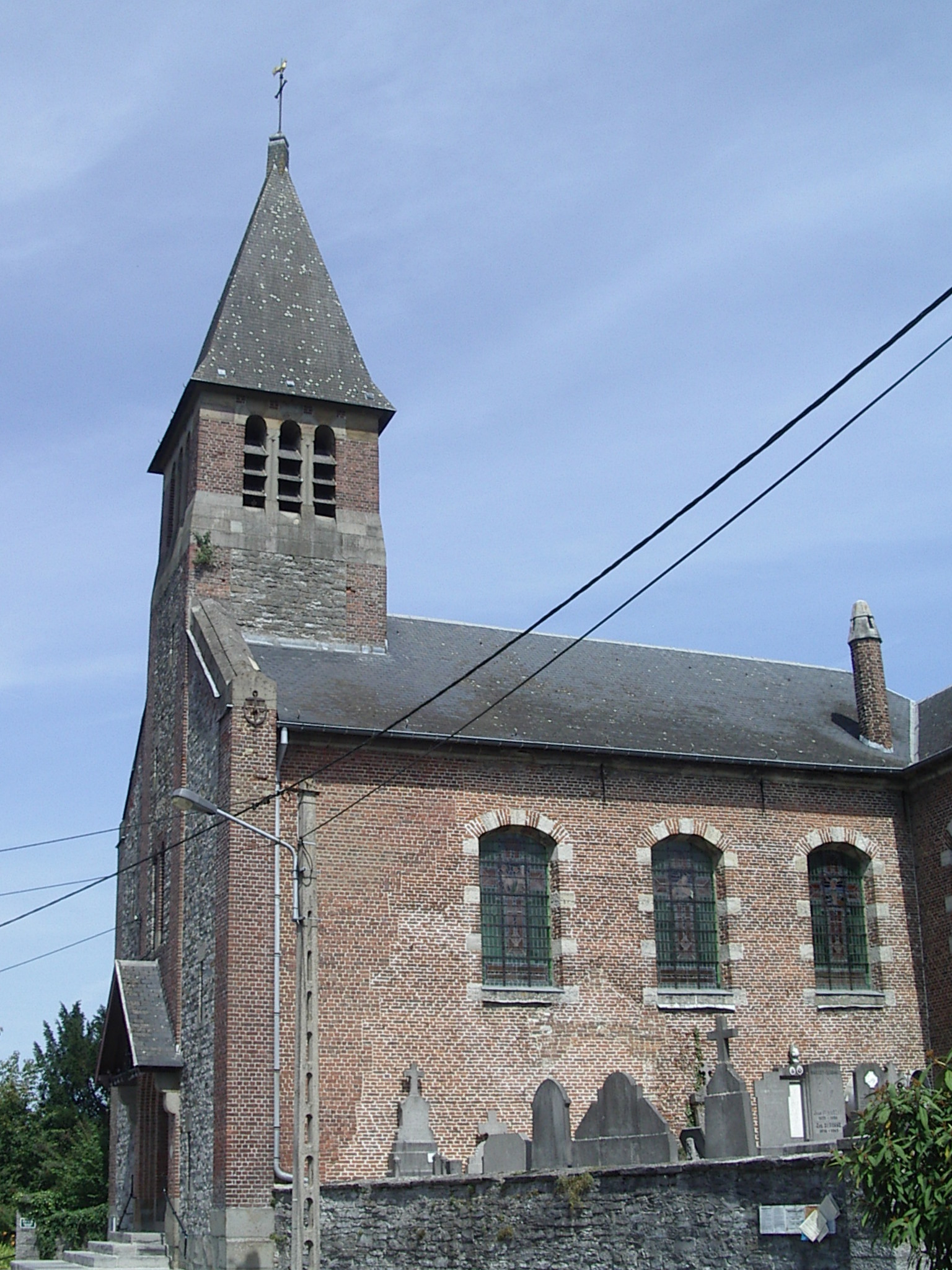
L'église Saint-André.
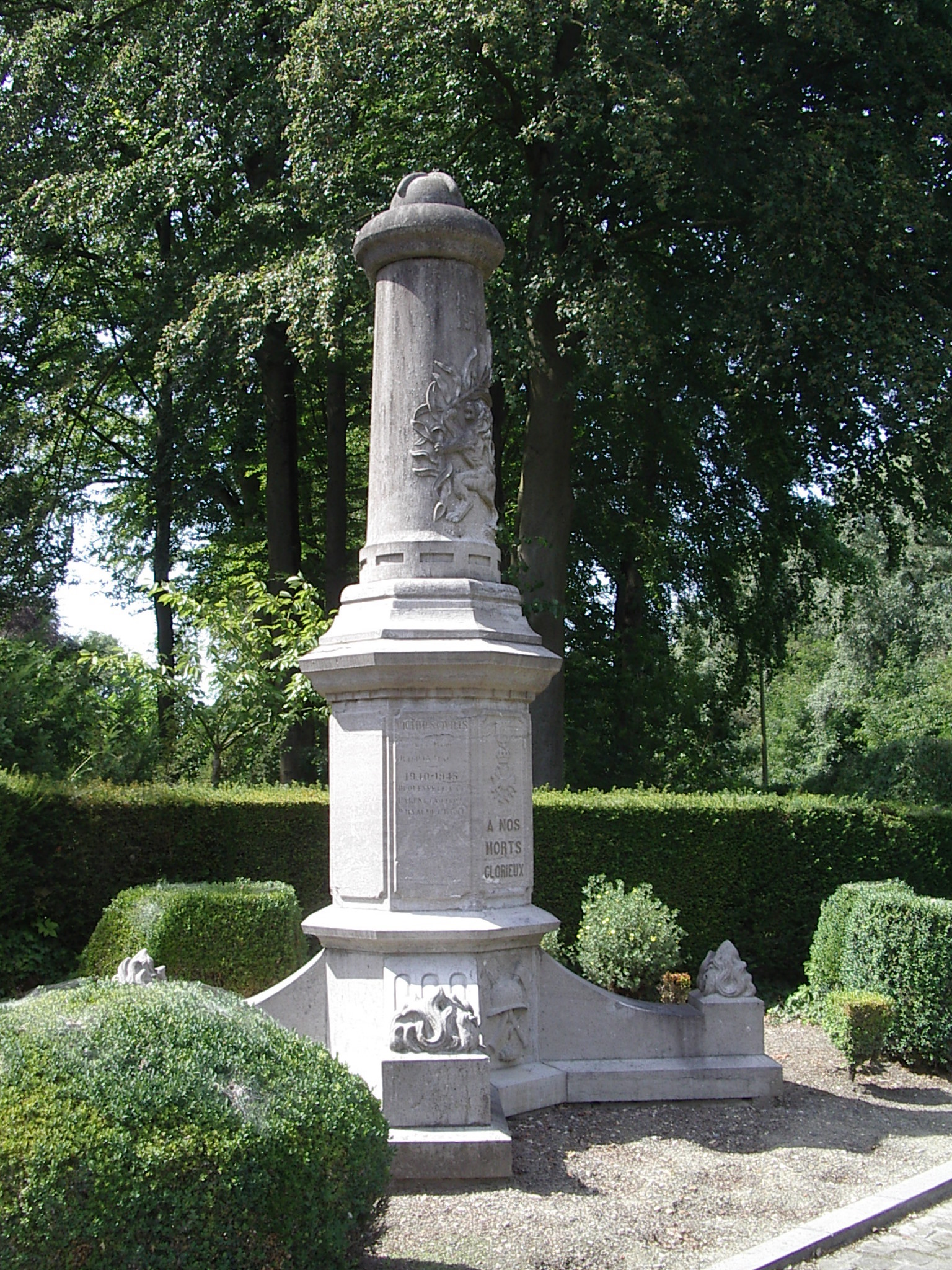
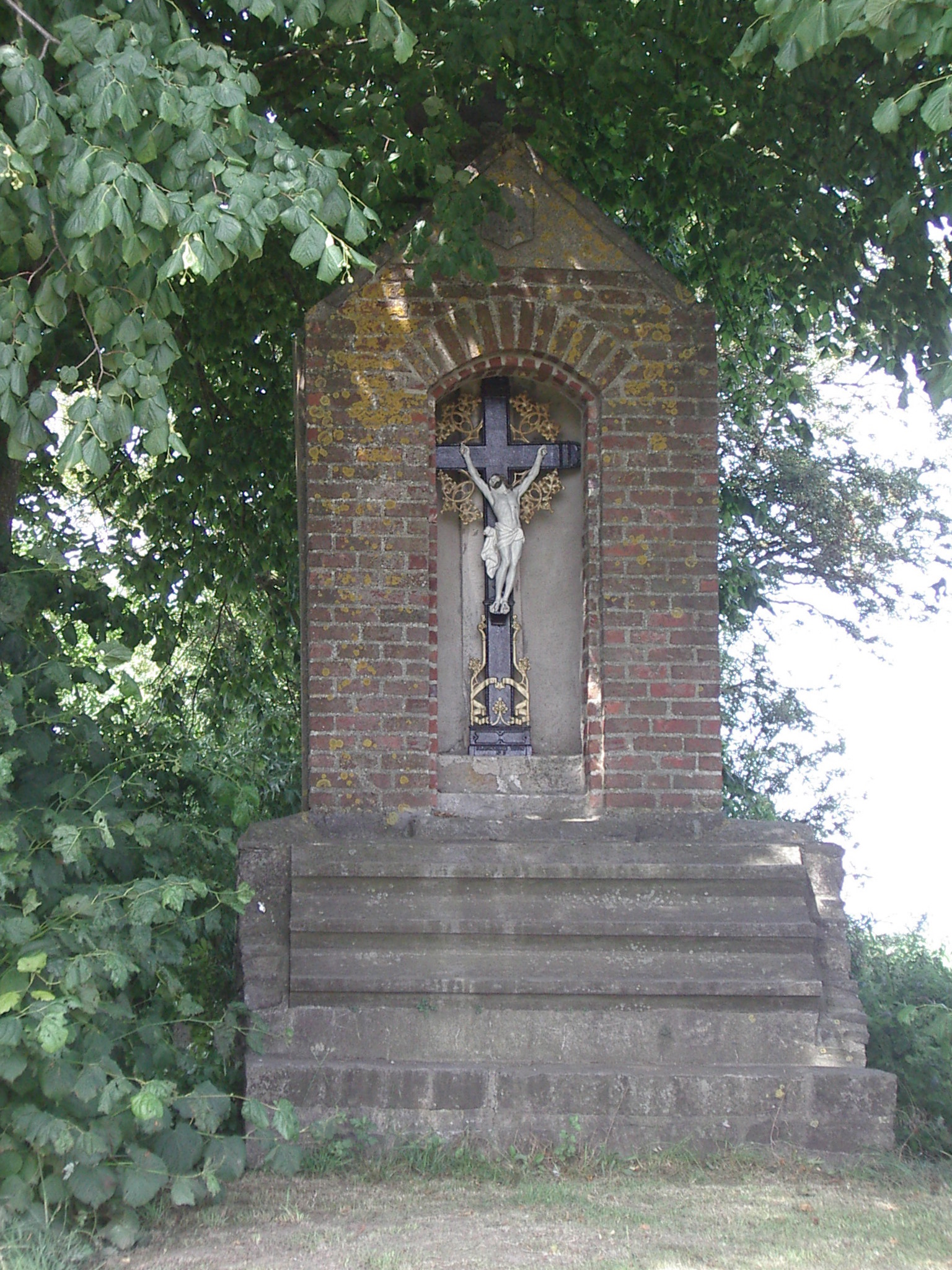
La Croix Morlighem.
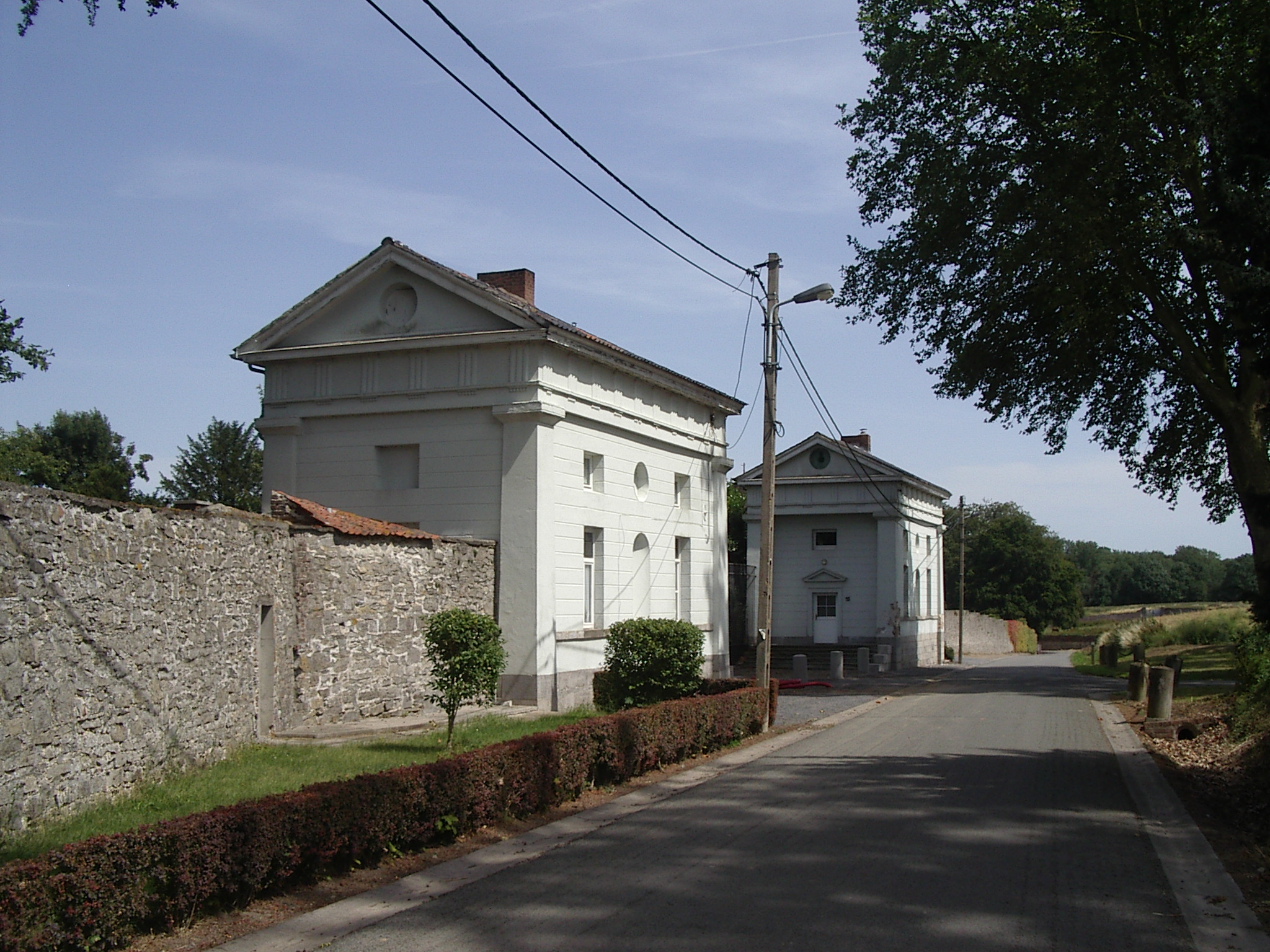
Entrée du Clos de la Chartreuse.
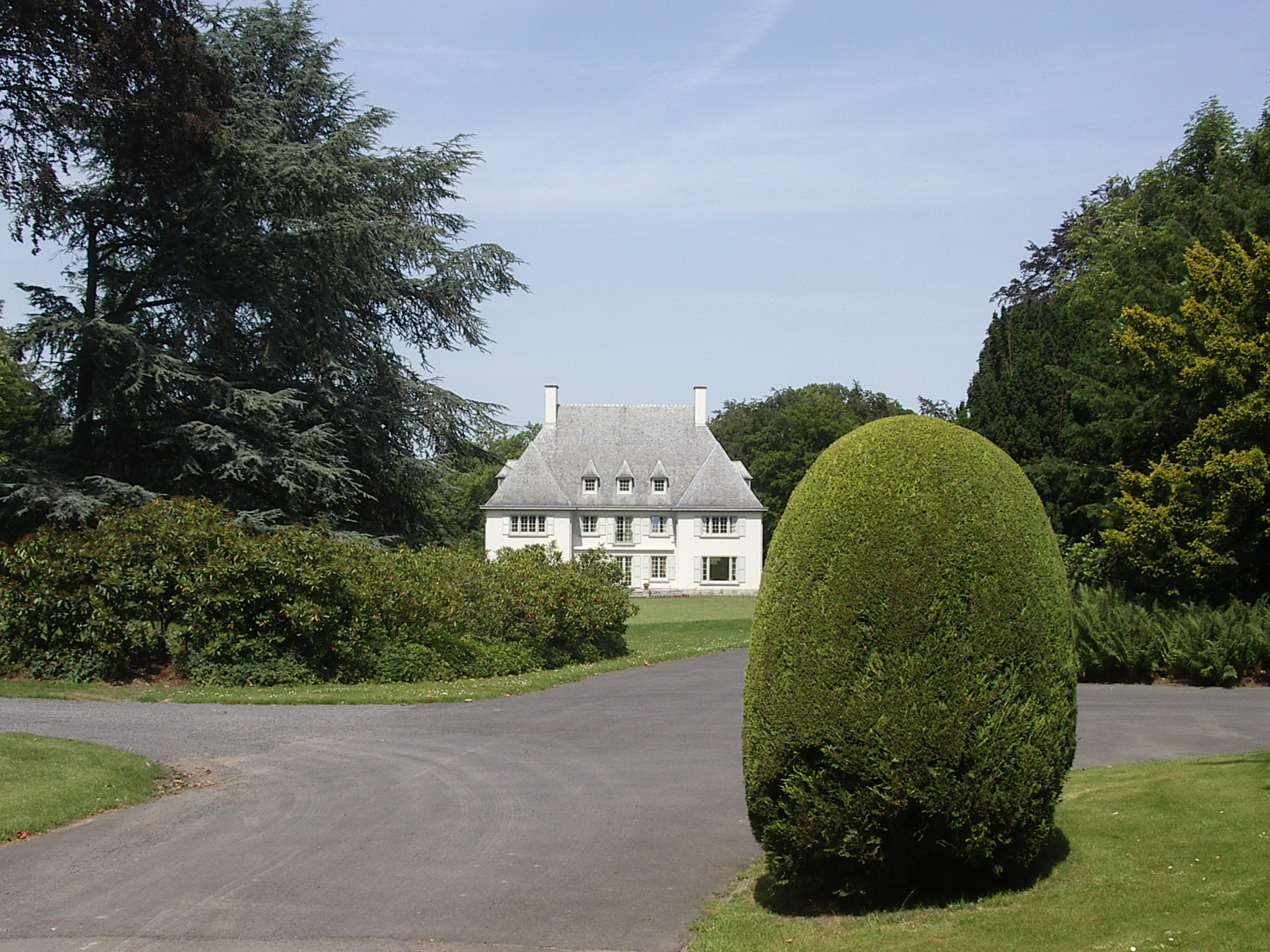
Clos de la Chartreuse.
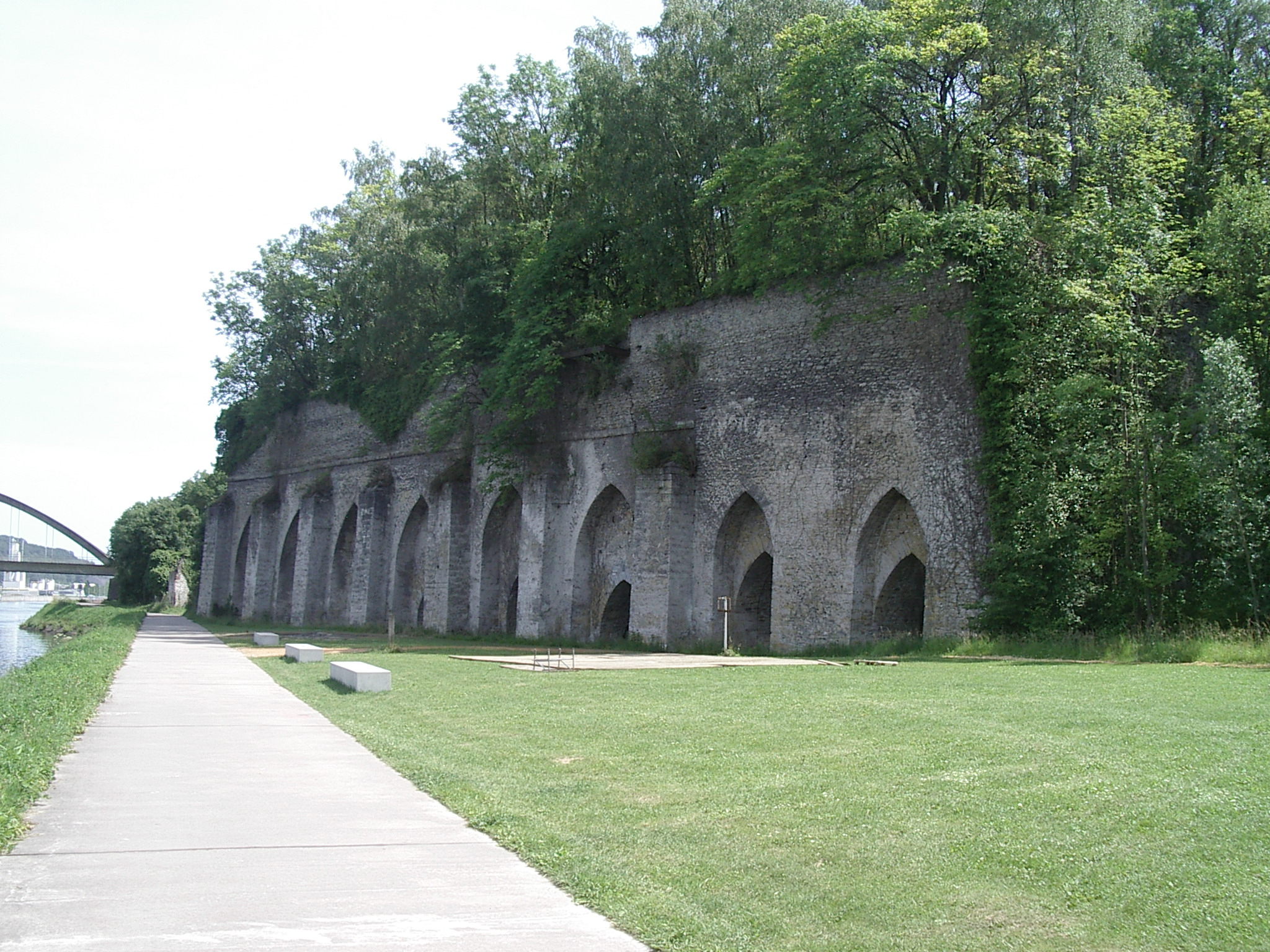
Fours à chaux et à ciment naturel.